# 紫萍属
紫萍属（学名：Spirodela）是泽泻目天南星科浮萍亚科下的一个属。该属共有4种，分布于温带和热带地区。

## 分类
本属包含4个物种如下：
- 少根紫萍 Spirodela oligorrhiza
- Spirodela polyrrhiza
- 斑萍 Spirodela punctata
- 四川紫萍 Spirodela sichuanensis